# Nicole Powell
Nicole Powell (née le 22 juin 1982 à Sierra Vista, Arizona) est une joueuse américaine professionnelle de basket-ball issue de l'université Stanford.

## Carrière universitaire
À sa sortie du lycée Mountain Pointe de Phoenix, Arizona, Powell évolua au poste d'ailier à l'université Stanford. Lors de cette période, elle battit beaucoup de records (dont celui de points et de rebonds de l'histoire), fut nommée All-American à deux reprises, ainsi que d'autres trophées. Elle est diplômée en développement urbain. 
Elle est la seule joueuse de basket-ball de la Conférence Pacific Ten de l'histoire à avoir réussi de multiples triple-double (10) lors de la même saison.

## Carrière professionnelle
Powell fut sélectionnée au 3e rang par le Sting de Charlotte lors de la draft 2004. Elle est utilisée par les Sting comme joueuse de complément, jouant 31 rencontres.
Le 3 mars 2005, elle est transférée aux Monarchs de Sacramento dans un transfert avec plusieurs joueuses. Ce transfert aide grandement les Monarchs lors de la saison 2005 alors que Powell est nommée WNBA Most Improved Player. Elle a un rôle décisif dans la victoire des Monarchs lors des Finales WNBA 2005 face au Sun du Connecticut.
En 2003, Powell fait partie de l'équipe américaine féminine qui remporta la médaille d'argent aux Jeux panaméricains à Saint Domingue, République dominicaine.
En 2009, elle est sélectionnée pour le WNBA All-Star Game.
Elle commence la saison 2012-2013 à Salamanque avant d'être exclue de l'équipe pour « consommation excessive d'alcool » début janvier 2013, accusation sur laquelle le club est revenu.
Elle est impliquée dans un transfert en mars 2013 qui l'envoie au Shock de Tulsa.
Après sa carrière de joueuse, elle devient assistante entraîneuse des Ducks de l'Oregon.

## Distinctions individuelles
- Joueuse ayant le plus progressé de la saison WNBA 2005[6]